# Los Feliz
Los Feliz es un grupo español de punk rock formado en Vigo a mediados de los 90, liderado por Miguel Costas. 
La formación inicial fue: Miguel Costas (voz y guitarra), Silvino Díaz de Aerolíneas Federales (guitarra), Toni Ibáñez (bajo eléctrico) y Javier Martínez de Semen Up (batería).